# Trzeci gabinet Harolda Wilsona

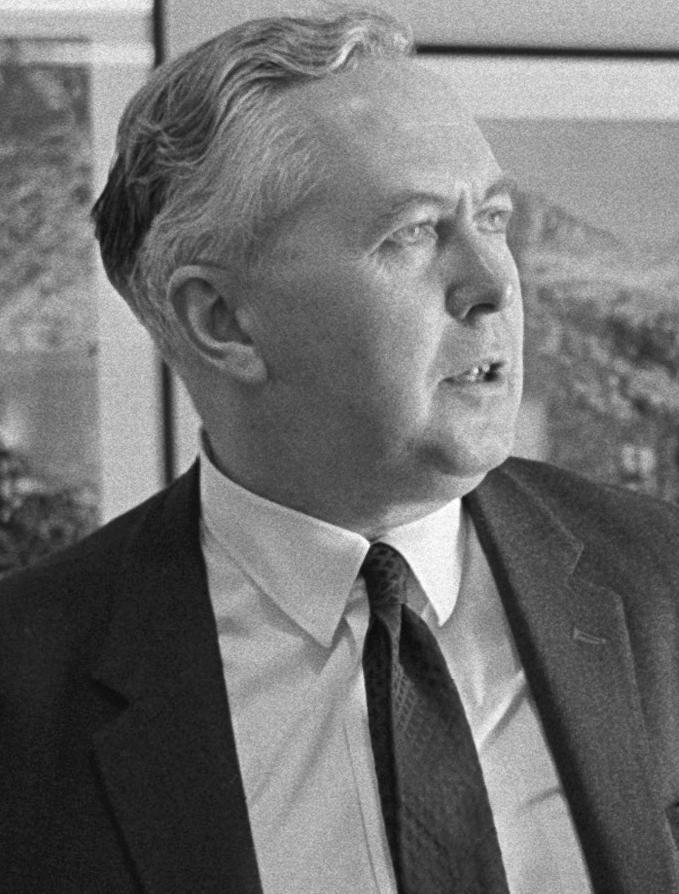
Harold Wilson, premier, pierwszy lord skarbu, minister służby cywilnej

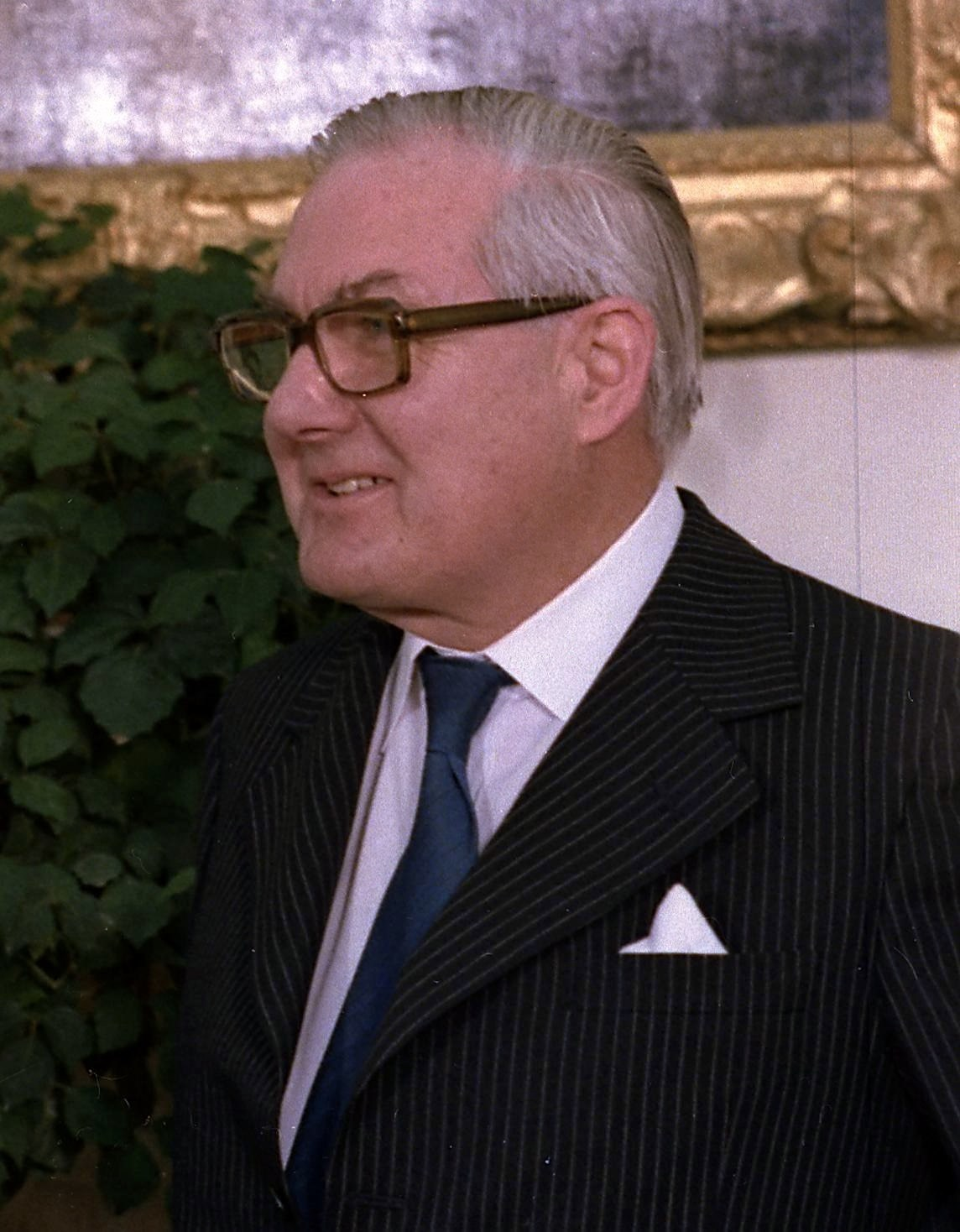
James Callaghan, minister spraw zagranicznych

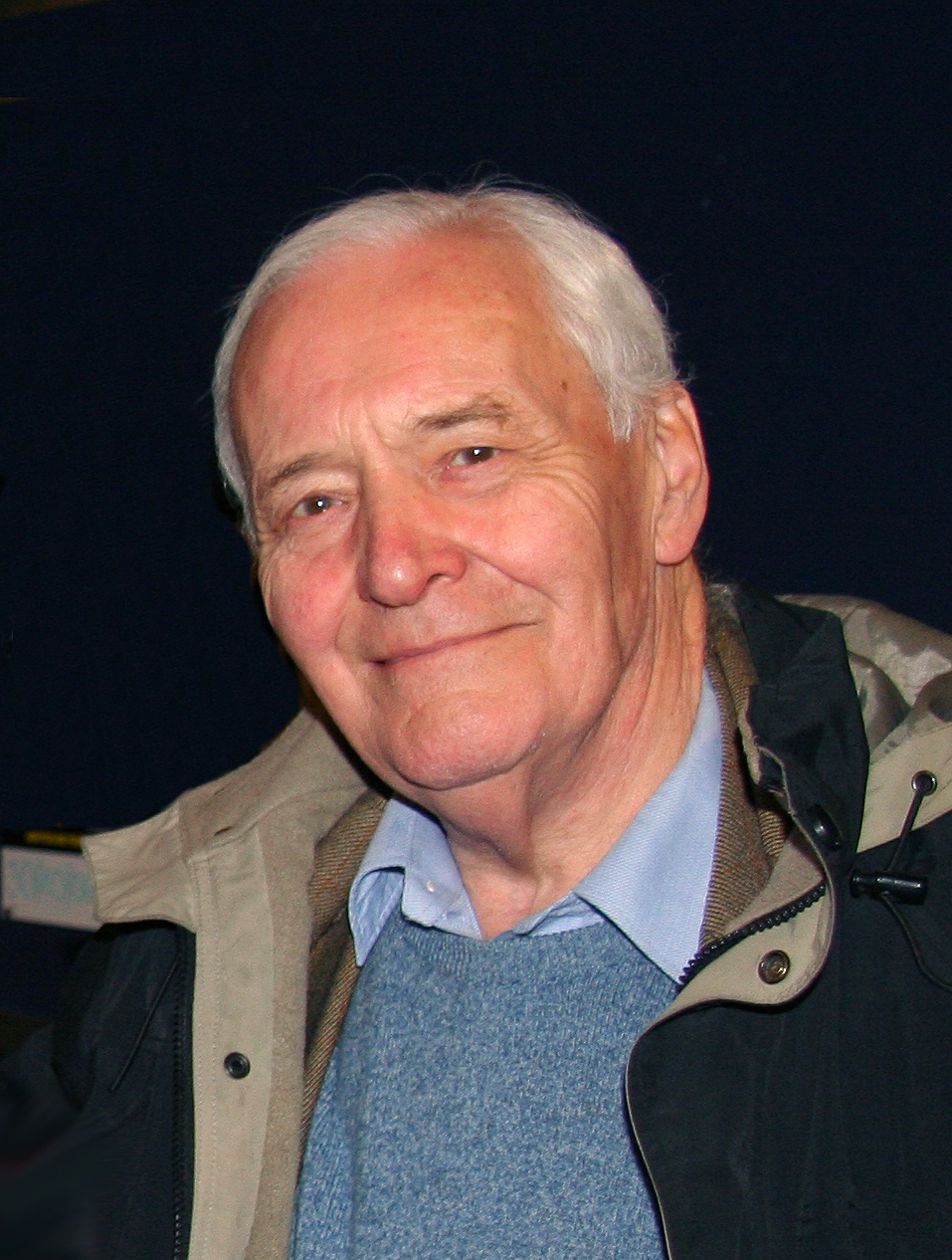
Tony Benn, minister przemysłu, minister energii

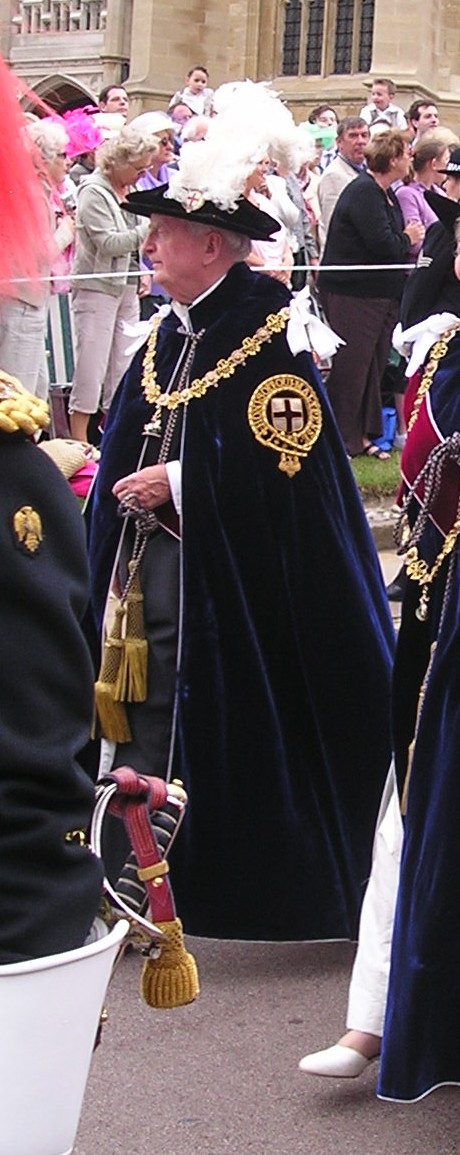
John Morris, minister ds. Walii

Trzeci rząd pod przewodnictwem premiera Harolda Wilsona powstał po wyborach (28 lutego) w marcu 1974 r. i przetrwał do października 1974.

## Skład gabinetu
| Urząd                                                 | Imię i nazwisko                     | Kadencja  |
| ----------------------------------------------------- | ----------------------------------- | --------- |
| Premier Pierwszy Lord Skarbu Minister służby cywilnej | Harold Wilson                       | 1974–1974 |
|                                                       |                                     |           |
| Lord kanclerz                                         | Elwyn Jones, baron Elwyn Jones      | 1974–1974 |
| Lord przewodniczący Rady                              | Edward Short                        | 1974–1974 |
| Lord tajnej pieczęci                                  | Malcolm Shepherd, 2. baron Shepherd | 1974–1974 |
| Kanclerz skarbu                                       | Denis Healey                        | 1974–1974 |
| Minister spraw zagranicznych                          | James Callaghan                     | 1974–1974 |
| Minister spraw wewnętrznych                           | Roy Jenkins                         | 1974–1974 |
| Minister rolnictwa, rybołówstwa i żywności            | Fred Peart                          | 1974–1974 |
| Minister obrony                                       | Roy Mason                           | 1974–1974 |
| Minister edukacji i nauki                             | Reginald Prentice                   | 1974–1974 |
| Minister zatrudnienia                                 | Michael Foot                        | 1974–1974 |
| Minister energii                                      | Eric Varley                         | 1974–1974 |
| Minister środowiska                                   | Anthony Crosland                    | 1974–1974 |
| Minister służby socjalnej                             | Barbara Castle                      | 1974–1974 |
| Minister przemysłu                                    | Tony Benn                           | 1974–1974 |
| Kanclerz Księstwa Lancaster                           | Harold Lever                        | 1974–1976 |
| Minister ds. Irlandii Północnej                       | Merlyn Rees                         | 1974–1974 |
| Minister ds. Szkocji                                  | William Ross                        | 1974–1974 |
| Minister cen i ochrony konsumenta                     | Shirley Williams                    | 1974–1974 |
| Minister handlu                                       | Peter Shore                         | 1974–1974 |
| Minister ds. Walii                                    | John Morris                         | 1974–1976 |
| Chief Whip                                            | Bob Mellish                         | 1974–1976 |